# Kazimierz Brzuszkiewicz
Kazimierz Brzuszkiewicz, ps. „Robert”, „Robert Sobański” (ur. 9 lutego 1920 w Gnieźnie, zm. 8 lutego 2011) – polski architekt, więzień obozu koncentracyjnego w Stutthofie, działacz konspiracyjny, uczestnik powstania warszawskiego, „Sprawiedliwy wśród Narodów Świata”.

## Życiorys

### Lata młodości
Urodził się 9 lutego 1920 w Gnieźnie, w rodzinie Wacława i Anny z domu Kopeć. Miał sześcioro rodzeństwa. Jego ojciec zmarł gdy ten miał trzy lata. Młodzieńcze lata spędził w Gdyni. Jak sam wspominał po latach, miejsce wychowania spowodowało, że czuł się pół-Kaszubem. Uczęszczał do Prywatnego Gimnazjum Męskiego nr 803 Towarzystwa Szkoły Średniej w Gdyni. Przed wojną został przyjęty do Centralnego Instytutu Badań Lotniczych. Miał zostać lotnikiem, z tego względu wysłany został do Bezmiechowej koło Ustrzyk Dolnych, gdzie latał na szybowcach. Pod koniec sierpnia 1939 r. polecono wszystkim uczestnikom kursu wrócić do domu i czekać na powołanie do wojska. Usłyszał wówczas od przełożonych: „Będzie wojna, jeźdźcie do domu i czekajcie na mobilizację”.

### II wojna światowa

#### Uwięzienie w Stutthofie
W 1939 r., po niemieckim ataku na Polskę, Kazimierz Brzuszkiewicz przez krótki czas przetrzymywany był w tymczasowym obozie przejściowym zorganizowanym w budynku szkoły Victoria-Schule w Gdańsku, a następnie przewieziono go do obozu przejściowego w Nowym Porcie. Tam pracował przy porządkowaniu terenu Westerplatte: wycinał połamane drzewa, rozbierał płoty z cegieł. Porządkował teren pola bitwy na Westerplatte pracując po dwanaście godzin dziennie. W styczniu 1940 roku został przewieziony z Nowego Portu do niemieckiego obozu Stutthof. W obozie otrzymał numer 1921. Pracował między innymi w Waldkolonie- grupie roboczej, która zajmowała się wycinką drzew w celu przygotowania terenu pod powstający obóz oraz w gospodarstwach u niemieckich rolników. W Stutthofie przebywał do listopada 1940 r., mimo że formalnie został zwolniony we wrześniu. Gdy wychodził z obozu, ważył 41 kilogramów.

#### Działalność w ZWZ-AK
Kazimierz Brzuszkiewicz do podziemia wstąpił, jak sam wspominał, pałając nienawiścią do Niemców wobec krzywd jakie dokonali jemu i jego najbliższym. W 1941 roku Kazimierz Brzuszkiewicz wstąpił do ZWZ – AK (Związek Walki Zbrojnej – Armii Krajowej), złożył przysięgę i rozpoczął tajny kurs podchorążych. Głównym zadaniem oddziału, którym kierował było: odbieranie zrzutów z Włoch i Anglii. W 1943 r. Kazimierz był dowódcą 138. grupy odbioru desantu, przejmując zrzuty z bronią i zaopatrzeniem w okolicach Warszawy. W 1942 r. przeszedł kurs organizowany przez jednego z cichociemnych.

#### Pomoc Żydom
W 1941 r., równolegle ze wstąpieniem do ZWZ, podjął się pracy zarobkowej. Został zatrudniony jako magazynier w fabryce produkującej maszyny rolnicze w miejscowości Baczki gmina Łochów (dystrykt warszawski w Generalnym Gubernatorstwie). Pomagał wówczas Żydowi Tadeuszowi Wolpertowi, który posługiwał się fałszywym nazwiskiem Tadeusz Kopczyński, który zaimponował mu biegłą znajomością języków obcych. Dzielił z nim mieszkanie, nawet gdy ten zdradził mu swoje prawdziwe pochodzenie. Kazimierz Brzuszkiewicz pomagał także matce Wolperta, Reginie, gdy ta zbiegła z getta w Stoczku (skąd wcześniej uciekł Wolpert). Gdy prowadził ją do kryjówki, napotkał policjanta granatowego, który chciał im przeszkodzić. Brzuszkiewicz odparł wówczas, że: Niech pan nie będzie taki gorliwy na służbie. Jeśli pan jest Polakiem, to niech pan zachowuje się jak Polak. Następnie ukrył ją w pustym mieszkaniu swojej siostry w Warszawie, zapewniając pożywienie i dbając o wszelkie potrzeby. Dzięki jego zaangażowaniu, przetrwali wojnę.

#### Udział w powstaniu warszawskim
W 1944 r. Kazimierz Brzuszkiewicz wziął udział w powstaniu warszawskim jako kapral podchorąży (Okręg Warszawski Armii Krajowej – I Obwód „Radwan” (Śródmieście) – Podobwód „Sławbor” – odcinek „Topór” – 3. batalion pancerny „Golski” – 2. kompania).
Wybuch powstania zastał go na ulicy Oczki w gronie czterdziestu innych powstańców. Pierwszego dnia używając pistoletu maszynowego Sten zastrzelił jednego z Niemców. Następnie walczył na ul. Lwowskiej, na „Architekturze”, gdzie koncert dawał ukrywający się Mieczysław Fogg. Jak wspominał po latach: Śpiewał dla powstańców, żebyśmy nie zdziczeli, ale kto miał zdziczeć, to już zdziczał. Później budował barykady na ul. Jaworzyńskiej na Polu Mokotowskim. Po zakończeniu powstania, uciekł z transportu jeńców przewożonych z Warszawy przez Niemców do obozu jenieckiego. Przebywał w okolicach Żyrardowa aż do wkroczenia Armii Czerwonej.

#### Po wojnie
Nie powrócił do Warszawy. Mieszkał w Gdańsku. Ukończył tamtejszą Politechnikę. Jako architekt, pracował w Nadzorze Budowy Szkół UNESCO w Syrii.
22 marca 1998 r. Instytut Jad Waszem uhonorował Kazimierza Brzuszkiewicza medalem „Sprawiedliwy wśród Narodów Świata”.
W 2008 r. wydał swoje wspomnienia, pt. Ci z pierwszej linii.
Jest pochowany na cmentarzu parafialnym w Przeźmierowie (sektor C2, rząd 8, miejsce 10).